# 五苓散
五苓散（ごれいさん）は、漢方薬の一種である。出典は『傷寒論』、『金匱要略』。医療用医薬品と、薬局等で販売している一般用医薬品がある。浮腫に対して良く使われる。

## 構成生薬
沢瀉、茯苓、猪苓、白朮、桂枝

## 効能・効果
- 体力に関わらず使用でき、喉が渇いて尿量が少ないもので、めまい、吐き気、嘔吐、腹痛、頭痛、浮腫などのいずれかを伴う次の諸症：水様性下痢、浮腫、ネフローゼ、二日酔い、急性胃腸カタル、悪心、嘔吐、めまい、胃内停水、頭痛、尿毒症、暑気あたり、浮腫、糖尿病。
- 水毒（水滞）を改善するとされる。
- これまで五苓散においてその薬理作用は十分解明されていなかったが、近年、五苓散がアクアポリン（水チャネル）の阻害作用を有することが明らかとなった[4]。

## 関連する方剤
- 胃苓湯：（五苓散＋平胃散＋桂皮＋芍薬）
- 茵蔯五苓散：（五苓散＋茵蔯蒿）
- 柴苓湯：（五苓散＋小柴胡湯）